# 죽전동 (용인시)
죽전동(竹田洞)은 경기도 용인시 수지구의 법정동이다. 죽전1동, 죽전2동, 죽전3동은 행정동이다. 옛 수지읍 죽전리로 수지읍사무소의 풍덕천동 동쪽에 위치하였다. 수지(水枝)는 예로부터 풍덕천리와 죽전리, 성복리의 성복천 물줄기가 합쳐진 풍덕천동과 죽전동, 성복동 수계(水系)들이 합수되어 한강으로 흐르는 탄천을 이룬다.
이곳은 본래 용인군 수진면의 지역으로서 성복동에서 발원한 성복천이 죽전동 유역을 형성하고, 한강(漢江) 수계의 하구(河口)가 된다. 큰 못이 있어 대지 또는 죽전이라 하였는데, 1914년 일제강점기 조선총독부령 제 111호 부군면 통폐합(府郡面 統廢合) 행정구역 폐합에 따라 풍덕천(豊德川)에서 감바위(玄岩), 점촌, 대지(枝), 내대지(안대지말), 풍덕내(풍덕천동) 일부를 병합해 수지면 죽전리라 하였고 일제의 일본인들 거류민단(居留民團) 자치와 식민지 지배를 위해 읍삼(구성)면에 강제 편입되었지만 1973년 7월 1일 대한민국 대통령령 제1983호에 의하여 다시 수지면으로 복구되었다. 수지구청이 위치한 풍덕천동 수지택지지구가 개발된 이후 수지택지지구 지구단위계획구역에서 '용인죽전 지구단위계획'으로 '용인동천 지구단위계획' 동천동과 같이 개발되었으며 지상 경부고속도로가 풍덕천동과 죽전동을 구분하고 있다.

## 역사

### 지명 유래
죽전동은 본래 용인군(龍仁郡) 수진면(水眞面)의 죽전동(竹田洞)이다. 용인군 수진면(水眞面) 풍덕천(豊德川)에 큰 못이 있어 대지(枝) 또는 죽전(竹田)이라 하였다. 고려시대 용구현(龍駒縣) 수진면(水眞面), 조선시대 태종 13년 용인현(龍仁縣) 수진면(水眞面)이었고 수진면에 속한 행정구역은 성복동(星福洞), 죽전동(竹田洞), 서봉동(瑞峯洞), 신리(新里), 정평리(停坪里), 동막리(東幕里), 손기리(孫基里), 고분현(古分峴)이었다. 『1872년 지방지도(1872年 地方地圖)』 용인현(龍仁縣)에는 풍덕천장기(豊德川場基)라 하여 수진면(水眞面) 명칭으로 토월리, 죽전동, 성복동이 확인되며 탄천 유역을 형성하고 있다. 수진면(水眞面) 죽전동(竹田洞)은 풍덕천(풍덕천동) 지역으로 포은 정몽주의 면례(緬禮) 행렬이 이어진 풍덕천(豊德川) 지역에서 음운변화를 일으켜 죽절(竹節)로부터 죽전(竹田)으로 부르기 시작한 것이다. 1914년 일제강점기 행정구역 통폐합 때 수진면(水眞面) 풍덕천(豊德川)에서 토월리(吐月里), 신리(新里), 정평리(亭坪里) 일부를 풍덕천리, 감바위(玄岩), 점촌, 대지(枝), 내대지(안대지말), 풍덕내(豊德來)를 포함한 풍덕천동 일부가 수지면 죽전리로 병합되었다. 이후 일제 일본인들 거류민단(居留民團)의 자치와 식민지 지배를 위해 수지면 죽전리는 읍삼면으로 강제 포함되었고, 1937년 중앙계획소안(中央計劃素案) 수도이전 사전계획에 따라 구성면으로 개칭되었다가 1973년 대한민국 대통령령(大統領令) 제1983호에 의해 다시 수지면으로 이속해 복원하였다. 전해지는 이야기로 대지(大池)는 어씨 성을 가진 사람들이 이 마을에서 득세하였을 때 마을 앞에 큰 연못을 파고 대지(枝)라 부르게 하였기 때문이라는 것으로 고기는 물이 있어야 살 수 있다는 풍수적인 소응(昭應)을 관련짓는 속설이다. 또 다른 설로 모현면으로 넘어가는 고개의 명칭인 돼지고개는 '큰 고개' 대치(大峙)의 변음으로 결국 대치(大峙)고개 아래 있는 마을이기 때문에 대지라 부른 것인데 대지(枝) 마을 앞에 있는 다리를 죽전교(竹田橋)라 부르는 것을 보면 오히려 대지는 죽전(竹田, 대나무 밭)의 한글 표기로 보인다. 『1898년 지방지도』에도 죽전(竹田)이라는 명칭이 확인된다. 이 명칭은 '풍덕천(豐德川)'의 지명으로 ‘죽절(竹節)'에서부터 불리게 되어 음운변화(音韻變化)가 일어난 것이다. 기록에는 삼남대로(三南大路)인 죽절(竹節)에 홀연히 명정이 날아올랐는데 이곳에 포은 정몽주의 면례가 왔던 곳이라 하여 풍덕(豐德), 풍덕래(豐德來) 또는 이장하는 도중 명정이 날아오른 곳에서 풍덕천(豊德川)으로 표기되어 있다. 풍덕천(豐德川)의 이 마을은 어떤 식으로든 대나무와 관련되어 있다. 대나무하면 충절 · 절개를 상징하는데, 모현면 능원리에는 고려 말 충신 포은 정몽주의 묘소가 있다. 전해지는 이야기로 1411년 개풍군의 풍덕(豊德)에 있던 포은 정몽주의 묘소를 경상북도 영천(永川)으로 이장하려 할 때, 포은 정몽주의 면례 행렬이 옛 수지읍 풍덕천리(수진면 풍덕천)에 이르자 면례 행렬 앞에 세웠던 명정이 바람에 날려 떨여졌고 사람들이 명정이 떨어진 곳을 쫓아가 주위 형세를 보니 명당자리라 하여 개풍군(開豊郡)에 있던 포은의 무덤을 용인에 쓴 후, 포은 정몽주의 면례(緬禮) 행렬이 이어진 풍덕천(풍덕천동)의 지명을 죽절(죽전동)이라 불렀다. 그렇다면 포은 정몽주의 충절을 의미하는 대나무를 떠올려 이 마을의 이름을 죽절(竹節) · 죽전 등으로 부르기 시작한 것으로 보인다. 현재 단국대학교의 앞 마을이 '성현마을'로 불리고 있어 무관하지 않은 유래이다.

### 연혁
- 고려(高麗) 명종 02년(1172년) : 용구현으로 개칭. 용구현 광주목.
- 조선(朝鮮) 태종 13년 1413년 : 용인현 수진면(水眞面).
- 조선(朝鮮) 고종 32년(1895년) : 23부제(二十三府制) 실시에 따라 용인현이 용인군이 됨. 용인군 수진면(水眞面) 죽전동.
- 1914년 : 일제강점기 용인군 수진면(水眞面) 풍덕천에서 감바위(玄岩), 점촌, 대지(枝), 내대지(안대지말), 풍덕내를 수지면 죽전리(죽전동), 토월리(吐月里), 신리(新里), 정평리(亭坪里)를 수지면 풍덕천리(풍덕천동)으로 병합함. 일제 일본인들 거류민단(居留民團)의 자치와 식민지 지배를 위해 수지면 죽전리가 읍삼면(구성면)으로 강제 포함되고 1937년 일제의 중앙계획소안(中央計劃素案) 수도이전 사전계획 측량작업에 따라 읍삼면은 구성면으로 개칭.
- 1973년 7월 1일 : 대한민국 대통령령(大統領令) 제1983호에 따라 일제에 의해 강제 포함된 구성면 죽전리가 원래의 수지면으로 행정 복원됨.[1]
- 1996년 3월 1일 : 수지면이 수지읍으로 승격, 용인군이 도농복합도시 형태의 시로 승격.
- 2001년 12월 24일 : 수지읍을 수지출장소로 승격, 죽전1동, 죽전2동 등 6개동 분할.
- 2004년 8월 23일 : 「행정동 설치 관련 기본계획 수립 및 실태조사」.
- 2005년 6월 17일 : 분동체제로 전환을 위한 주민의견수렴 과대동 체제에서 소 지역단위 분동체제 전환.
- 2005년 7월 18일 : 「일반구 및 행정동 설치」승인.
- 2005년 8월 30일 : 용인시 기구 및 정원 최종 승인(행정자치부), 청사 확보, 인력배치, 각종 시설 공사.
- 2005년 10월 31일 : 수지출장소가 수지구로 승격.
- 2021년 9월 6일 : 죽전1동에서 죽전3동으로 분동.

## 인구

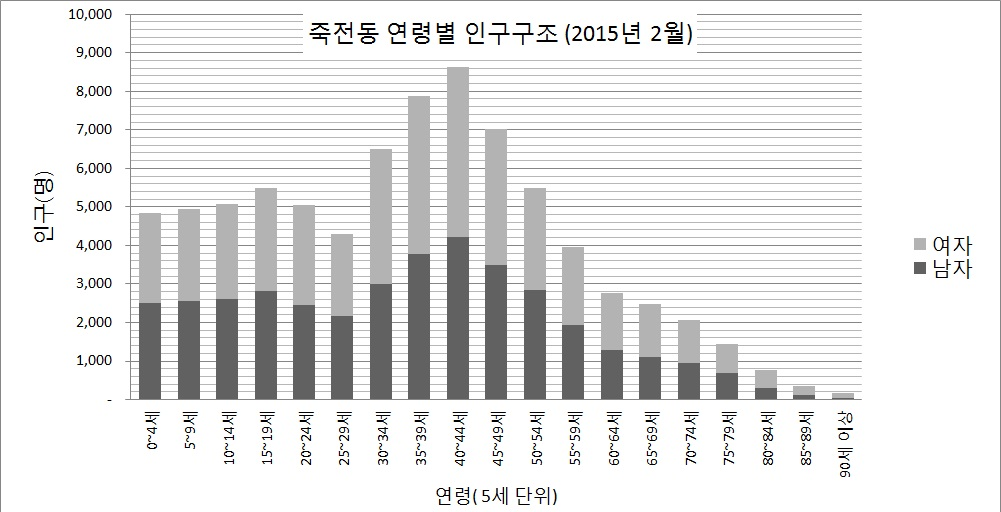
죽전동 연령별 인구구조

### 죽전1동
죽전1동의 인구는 56,682명(2020년 8월 기준, 내국인)으로 용인시 전체 인구의 6.2%를 차지한다. 남자는 27,381명, 여자는 29,301명이며 세대수는 20,719세대이며 외국인은 622명이다.
죽전1동의 인구구조는 도시 지역의 특성이 나타나서 유소년 인구비율은 19.7%로 용인시 전체 18.3%보다 많으며, 노인인구비율은 9.3%로 용인시 전체 10.3%보다 적다.

### 죽전2동
죽전2동의 인구는 18,449명(2020년 8월 기준, 내국인)으로 용인시 전체 인구의 2.1%를 차지한다. 남자는 9,102명, 여자는 9,347명이며 세대수는 7,442세대이며 외국인은 74명이다.
죽전2동의 인구구조는 유소년인구비율이 16.1%, 노인인구비율이 9.0%이다.

## 아파트
| 단지명                        | 건설사         | 시행사                                            | 주소                       | 입주        | 비고     |
| ----------------------------- | -------------- | ------------------------------------------------- | -------------------------- | ----------- | -------- |
| 꽃메마을 현대홈타운 4차 3단지 | 현대건설       | 현대6차 죽전연합주택조합                          | 수지구 죽전로 87           | 2004년 6월  |          |
| 꽃메마을 현대홈타운 4차 2단지 | 현대건설       | 현대6차 푸른죽전연합주택조합                      | 수지구 푸른솔로 56         | 2004년 6월  |          |
| 꽃메마을 현대홈타운 4차 4단지 | 현대건설       | 죽전4차 현대주택연합조합                          | 수지구 푸른솔로 20         | 2004년 6월  |          |
| 대지마을 현대홈타운 2차       | 현대건설       | 서산주택조합                                      | 수지구 현암로 54           | 2001년 8월  |          |
| 대지마을 현대홈타운 3차 2단지 | 현대건설       | 현대건설                                          | 수지구 대지로15번길 60     | 2003년 4월  |          |
| 도담마을 힐스테이트 4차 1단지 | 현대건설       | 현대건설                                          |                            | 2003년 4월  |          |
| 내대지마을 힐스테이트         | 현대건설       | 현대건설                                          | 수지구 죽전로238번길 5     | 2004년 6월  |          |
| 새터마을 힐스테이트           | 현대건설       | 죽전2차 현대주택연합조합 죽전3차 현대주택연합조합 | 수지구 현암로125번길 11    | 2004년 6월  |          |
| 인현마을 힐스테이트 7차 1단지 | 현대건설       | ㈜디엠산업개발                                    | 수지구 탄천상로 7          | 2004년 9월  |          |
| 인현마을 힐스테이트 7차 2단지 | 현대건설       | ㈜디엠산업개발                                    | 수지구 탄천상로 6          | 2004년 9월  |          |
| 꽃메마을 아이파크 (죽전 2차)  | 현대산업개발   | 아이파크 죽전연합조합                             | 수지구 죽전로 121          | 2004년 7월  |          |
| 도담마을 롯데캐슬             | 롯데건설       | 대진종합건설㈜                                    | 수지구 대지로 64           | 2002년 3월  |          |
| 도담마을 죽전 파크빌          | 대진종합건설㈜ | 대진종합건설㈜                                    |                            | 1997년 6월  |          |
| 도담마을 한양수자인           | ㈜보성         | ㈜새창조건설                                      |                            | 2004년 12월 |          |
| 도담마을 우미이노스빌 1차     | 우미건설       | ㈜우미개발                                        | 수지구 푸른솔로 88         | 2004년 10월 |          |
| 성현마을 우미이노스빌 2차     | 우미건설       | ㈜새빛종합건설                                    | 수지구 죽전로 143          | 2004년 12월 |          |
| 성현마을 반도유보라           | 반도건설㈜     | 반도건설㈜                                        | 수지구 죽전로193번길 35    | 2004년 6월  |          |
| 꽃메마을 한라프로방스 1차     | 한라건설㈜     | ㈜신영                                            | 수지구 죽전로27번길 14-30  | 2004년 6월  |          |
| 꽃메마을 한라프로방스 2차     | 한라건설㈜     | ㈜신영                                            | 수지구 죽전로 111          | 2004년 6월  |          |
| 꽃메마을 극동스타클래스       | 극동건설       | 극동건설                                          |                            | 2004년 6월  |          |
| 성현마을 주공 3단지           |                | 대한주택공사                                      |                            | 2005년 7월  | 국민임대 |
| 도담마을 주공 8단지           | ㈜신일         | 대한주택공사                                      |                            | 2005년 8월  | 국민임대 |
| 내대지마을 주공 5단지         |                | 대한주택공사                                      |                            | 2006년 4월  | 국민임대 |
| 내대지마을 LG                 | ㈜엘지건설     | ㈜엘지건설                                        | 수지구 죽전로238번길 22    | 1998년 11월 |          |
| 죽전동부                      | 동부건설       | 동부건설                                          | 수지구 대지로 139          | 1998년 12월 |          |
| 수지벽산 1단지                | 벽산건설       | 벽산건설                                          | 수지구 용구대로2771번길 68 | 1997년 9월  |          |
| 수지벽산 2단지                | 벽산건설       | 벽산건설                                          | 수지구 용구대로2771번길 66 | 1997년 9월  |          |
| 수지벽산 3단지                | 벽산건설       | 벽산건설                                          | 수지구 용구대로2801번길 16 | 1997년 9월  |          |
| 수지벽산 4단지                | 벽산건설       | 벽산건설                                          | 수지구 용구대로2801번길 41 | 1997년 9월  |          |
| 새터마을 모아미래도           | ㈜모아주택산업 | ㈜모아주택산업                                    | 수지구 대지로 127          | 2005년 2월  |          |

## 기타시설
- 수지 레스피아
- 수지 아르피아
- 죽전야외음악당
- 죽전도서관
- 신세계백화점 경기점
- 이마트 죽전점
- 죽전패션타운

## 교통

### 도로
- 국도 제43호선

- 용인시 수지구 상현동 ― 성복동 ― 풍덕천동 ― 죽전동

### 지하철
- ● 수도권 전철 수인·분당선 죽전역

## 문화재 및 유적
- 문간공 김세필 묘역 일원(경기도 문화재자료 제92호 文簡公 金世弼 墓域 一圓)

수지구 죽전동 지역에서 발견되는 유적으로 선사유적과 삼국시대, 통일신라시대의 고분군이 있고 고려청자를 비롯한 각종 도기를 굽던 가마터 즉, 요지 등이 있는데 특히 죽전동 선사유적은 세 곳에 분포되어 있어, 죽전택지개발지구 내 현대홈타운 건설부지 일원의 '선사유적1', 죽전동 898-2 일대의 '선사유적2', 죽전동 산7 일대의 '선사유적3'으로 구분한다. '선사유적1'은 조사자에 의해 일명 ‘대덕골 유적’으로 명명되었다.
‘대덕골 유적(龍仁 대덕골遺蹟)’으로 불리는 수지 죽전동 선사유적은 2002년 기전문화재연구원에서 오리역 - 죽전역 간 복선 전철 건설공사 구간에 대한 지표 조사와 한국토지공사 토지박물관에서 2003년 용인 지역 광역지표 조사 때 발굴되었고 새터마을과 무지개공원, 대덕공원으로 조성되어 있다.
제일 먼저 발견되어 일명 ‘죽전동 대덕골 유적’으로 불리는 이곳은 경기도 용인시 수지구 죽전동 대덕골에 있는 청동기시대의 집터와 움집, 삼국시대 토광묘와 석곽묘, 조선시대 수혈유규와 분묘가 조사되었다.
학계에서 '죽전동 선사유적1'로 분류하는 '선사유적1'은 경기도 용인시와 성남시 분당구 구미동과의 경계를 이루는 구릉성 산지에서 남쪽으로 흘러나온 가지능선부에 해당하며 해발고도는 약 95m 내외이다.
시차를 두고 나중에 발견된 '죽전동 선사유적2'는 성남시에서 용인시 기흥구 신갈동 방향으로 난 성남대로를 타고 용인시 수지구 죽전동에 들어서면, 도로 서편으로 의류할인매장이 위치하는데, 이 곳 뒤편의 민묘군이 들어선 작은 구릉지에 형성되어 있다.
새롭게 발견된 '죽전동 선사유적3'은 경기도 성남시 분당구 구미동과 용인시와 경계를 이루는 산지에서 남쪽으로 흘러나온 꽃무두리 라고 하는 작은 구릉지 상면에 형성되어 있다. 유적이 위치한 구릉 남쪽에 접해서 대지마을 중앙하이츠빌아파트가 들어서 있으며 구릉 사면 일부는 절토되어 급한 경사면을 이루고 있고 구릉지 일대는 현재 모두 밭으로 경작 중에 있다.
한강유역의 백제의 초기 주거지와도 연관되어 학계의 관심을 갖게 하는 경기도 용인시 수지구 죽전동에 있는 백제의 주거 유적지는 이곳에서 '수지 죽전동 유적'으로 불리고 있다. 2003년 한국토지공사 토지박물관에서 실시한 죽전지구 조사 과정에서 발견된 유적으로 주거지 2기 및 다수의 수혈유구가 확인되었다. 주거 유적지에서는 백제토광묘도 발굴되었으며 목관(곽)묘 형태이다. 고배, 직구단경호, 심발형토기, 광구장경호가 출토되었는데 한성백제 2기에 해당한다.
또한 경기도 용인시 수지구 죽전동에 있었던 삼국시대와 통일신라시대의 고분군이 있다. 위치는 경기도 성남시 분당구 구미동과 경기도 용인시 수지구 죽전동의 경계를 이루는 숫돌봉에서 서편으로 흘러나간 능선부 중 해발 100m 내외의 야트막한 구릉지에 형성되어 있다.

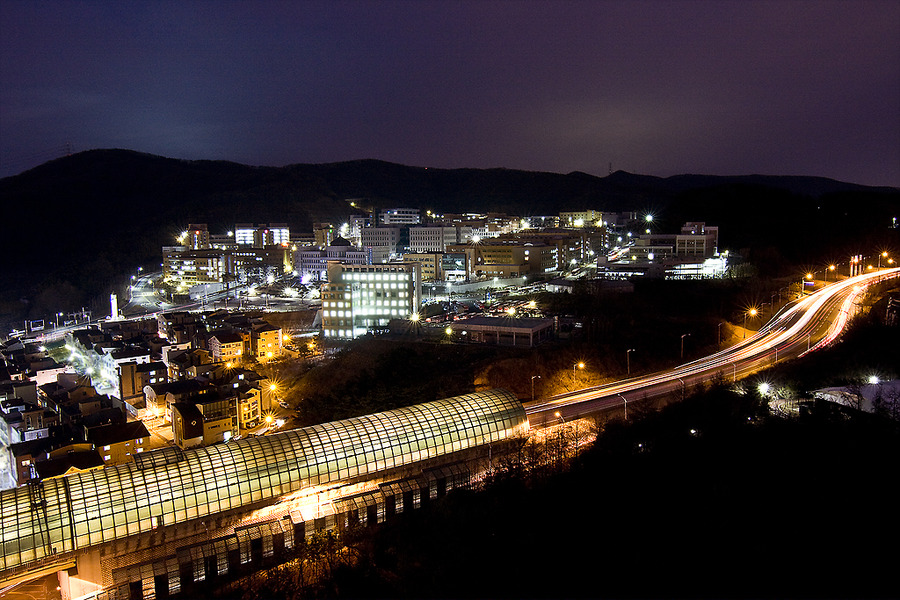
신도시 면모의 단국대학교 수지캠퍼스 야경

 대규모의 택지 개발과 단국대학교 수지캠퍼스의 부지를 조성하는 과정에서 발견된 '죽전동 요지(竹田洞 窯址)'는 '죽전동 요지1'과 '죽전동 요지2'의 두 곳으로 나뉘는데, '죽전동 요지1'은 원래 죽전동 도담마을 동쪽으로 약 500m 둔덕에 있었다. '죽전동 요지2'는 김세필 묘역(문화재자료 92호) 남단에 위치하였으나 지금은 모두 훼멸되었다.
'죽전동 요지'로 불리는 이곳의 요지는 경기도 용인시 수지구 죽전동에 있었던 고려시대의 도기 가마 터이다. 현재 꽃메마을 극동 스타클래스아파트의 뒤편에 일부 남아있는 '죽전동 요지1'은 수지읍 죽전리 일대의 대규모 택지 개발 사업을 시행하는 과정에서 확인되어, 2001년 기전문화재연구원에 의해 발굴조사가 이루어졌다.
'죽전동 요지1'에서는 고려시대 도기를 굽던 가마 유구를 확인하였으며, 다량의 도기편을 수습하였다. 가마의 바닥에서 11세기말에서 12세기 초로 추정되는 고려청자완 1점이 온전한 상태로 발굴되어 조성 시기를 고려시대로 보고 있다.
한편 2008년 10월 11일부터 해마다 경기도 용인시 수지구 죽전 1,2동 주민들이 합동으로 탄천문화제를 개최해 오고 있다.

## 같이 보기
- 수지구
- 수지구 풍덕천동
- 수지구 성복동
- 수지구 동천동
- 성복천
- 정평천
- 탄천
- 용인시